# Triarylmethaankleurstof

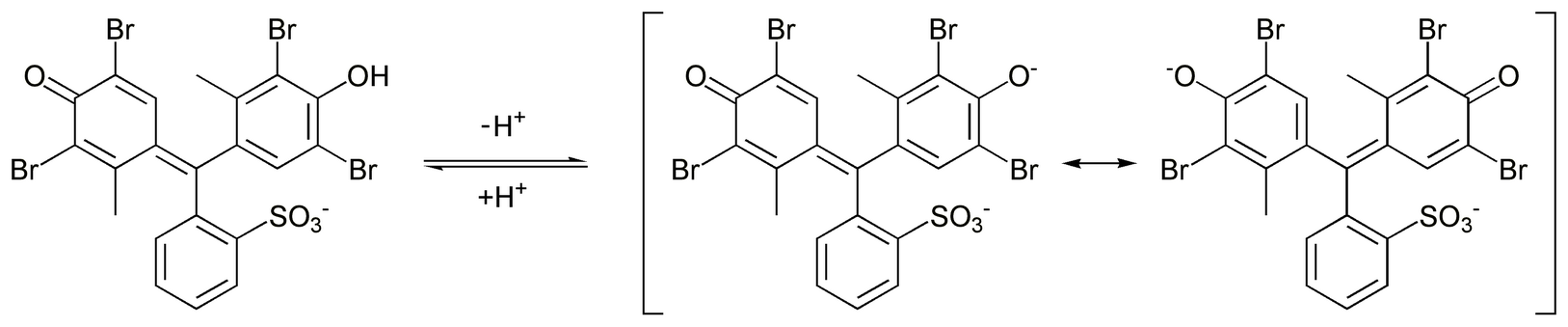
Broomcresolgroen reageert met zuren en basen, waarbij verbindingen met verschillende kleuren ontstaan. Links de zure geelgekleurde vorm, rechts de basische blauwe vorm.

De triarylmethaankleurstoffen vormen een groep van synthetische organische verbindingen met als opvallendste structuurelement de drie arylgroepen gekoppeld aan een koolstofatoom: het trifenylmethaanskelet. Als kleurstoffen bezitten deze verbindingen allen zeer intense kleuren, maar ondergaan ze ook vaak, onder invloed van een wijziging in de pH, kleurveranderingen. Veel van de stoffen zijn als pH-indicator bruikbaar.

## Synthese
Een gevolg van de structuur van de verbindingen is de syntheseroute: veel van de stoffen worden met behulp van de Friedel-Craftsacylering bereid, zoals onderstaand voorbeeld van de synthese van thymolftaleïne (een aan fenolftaleïne verwante verbinding) laat zien:
De syntheseroute maakt ook duidelijk waarom veel van de verbindingen over twee gelijkgesubstitueerde arylringen en een afwijkende ring beschikken.

## Groepen
De triarylkleurstoffen kunnen op basis van hun structuur in een aantal groepen verdeeld worden. Bij ionen bestaat de mogelijkheid dat het tegenion verwisseld wordt, zonder dat de naam van de verbinding wisselt. Zo staat bij de verschillende leden van de methylvioletgroep chloride als tegenion vermeld. Vervanging van dit ion door een ander niet-basisch ion (bijvoorbeeld bromide, jodide of perchloraat) zal geen effect hebben op het gedrag van de stof als functie  van de concentratie waterstofionen.

### Methylvioletgroep
Twee van de drie arylgroepen hebben een dimethylaminosubstituent op de 4-plaats ten opzichte van het centrale koolstofatoom.

Methylviolet 2B
Methylviolet 6B
Kristalviolet

### Fuchsinegroep
In de fuchsinegroep zijn alle 4-posities van de arylringen bezet door ongesubstitueerde aminogroepen. De verschillen zitten in de substituenten op de andere posities.

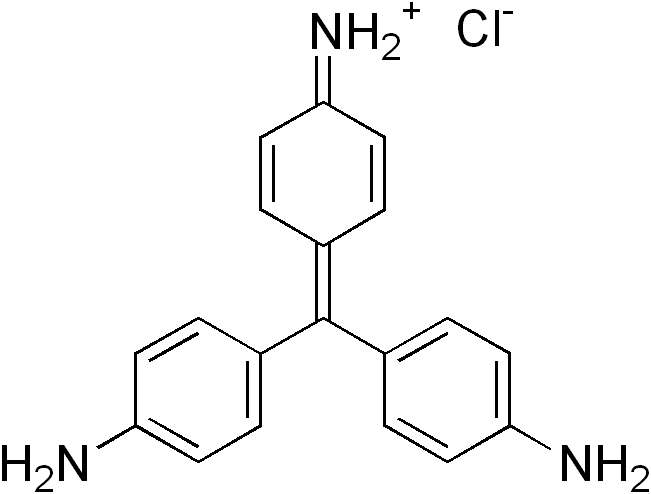
Pararosaniline
Fuchsine (als hydrochloridezout)
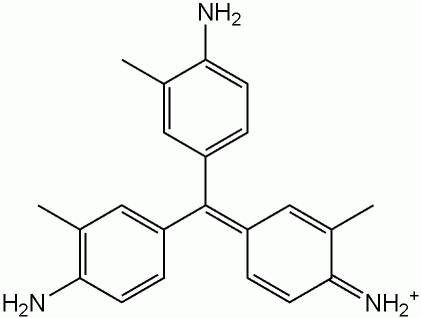
Nieuw fuchsine (kation)
Fuchsinezuur

### Fenolgroep
In de fenolgroep zijn de, eventueel gesubstitueerde, aminogroepen van de fuchsinegroep vervangen door hydroxylgroepen op de 4 positie van de aromatische ringen. De voorbeelden zijn van verbindingen die volgens bovenstaande synthese bereid zijn: twee gelijke arylgroepen, een afwijkende. De afwijkende arylgroep is op zijn 2-positie van een carbon- of sulfonzuur voorzien. Bij lage pH zal deze zuurgroep een interne ester vormen naar het centrale koolstofatoom. De dan niet meer optredende conjugatie tussen de verschillende arylgroepen heeft tot gevolg dat veel van deze verbindingen in zuur milieu geen kleur meer vertonen.

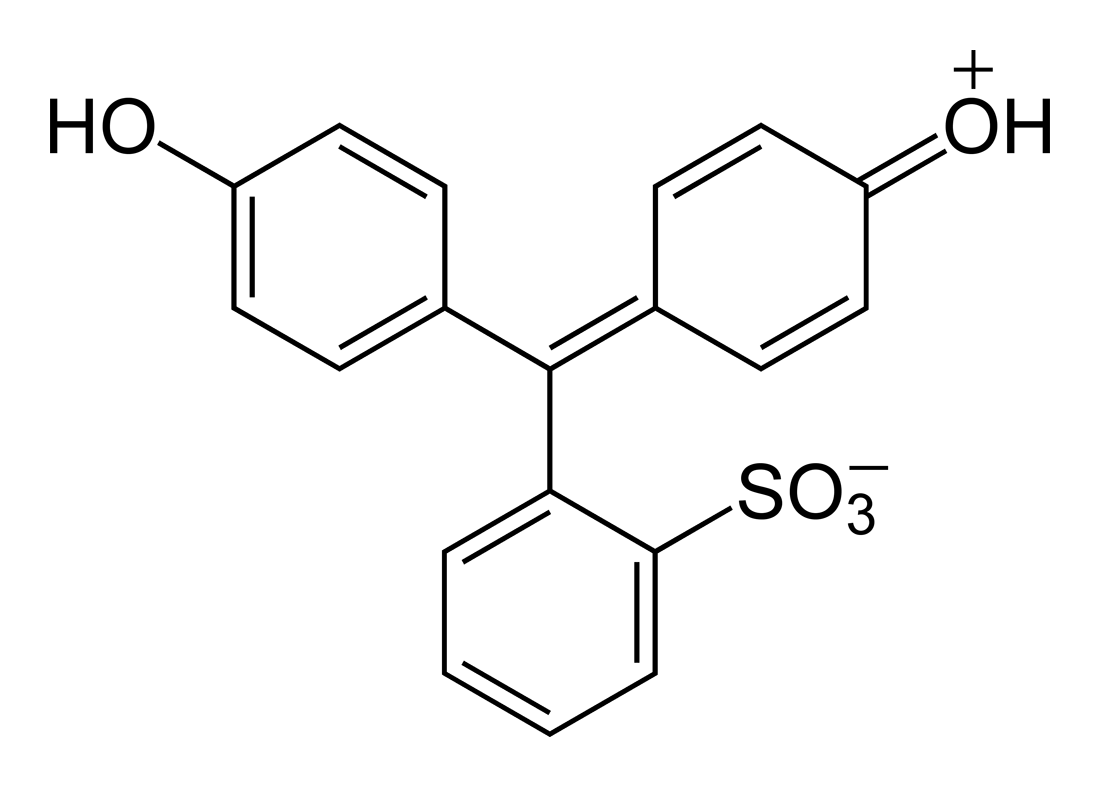
Fenolrood
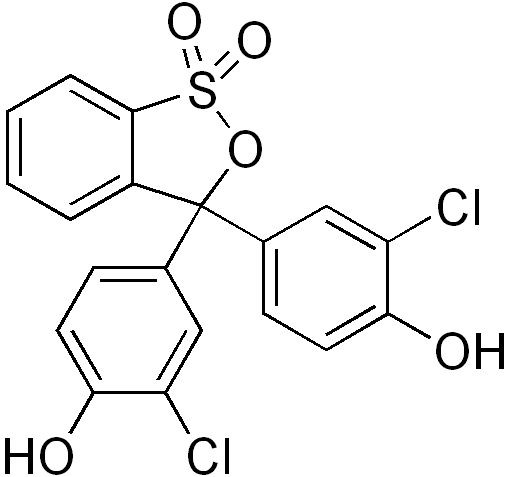
Chloorfenolrood
Cresolrood
Broomcresolgroen
Fenolftaleïne

### Malachietgroengroep

Malachietgroen
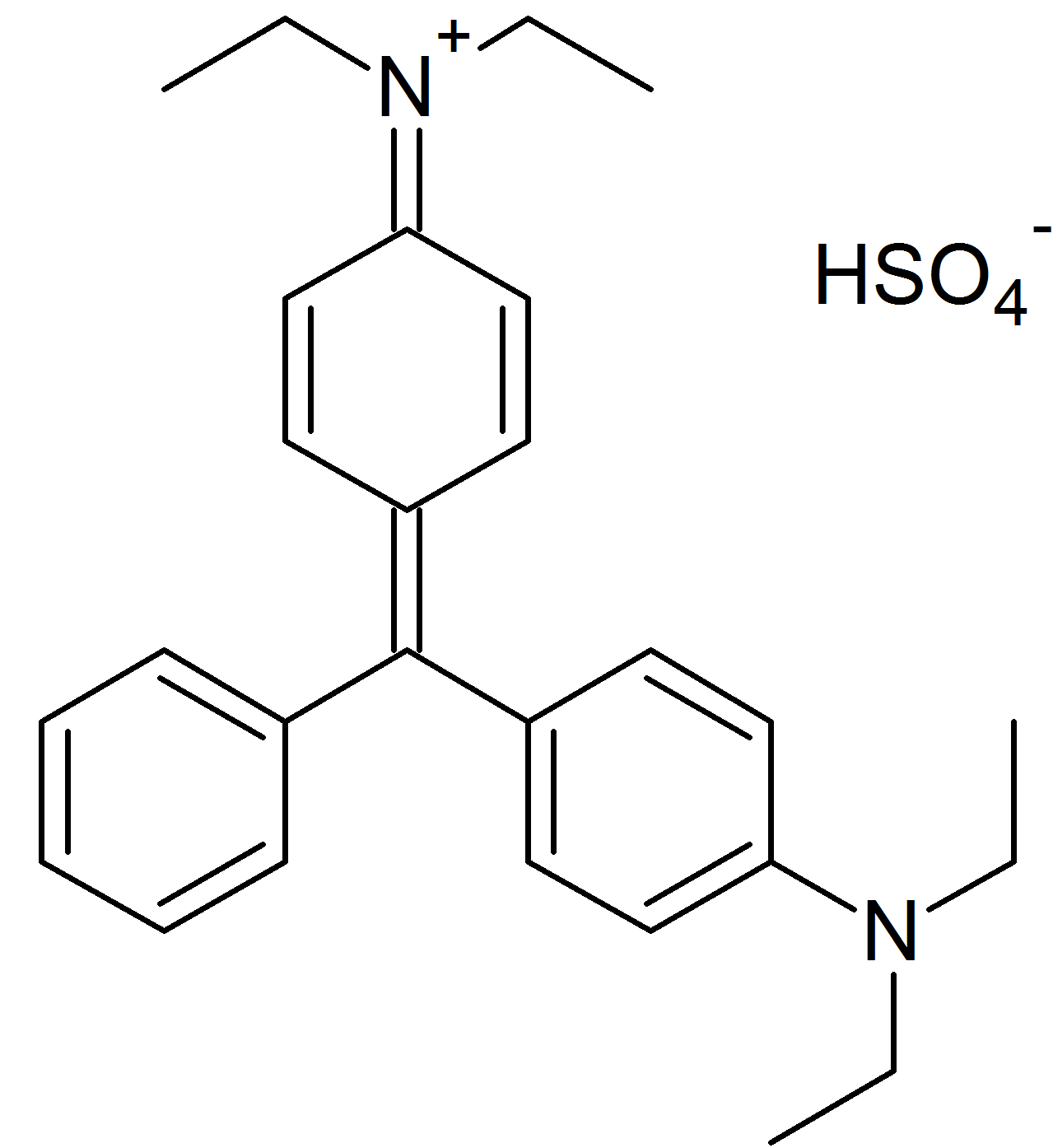
Briljantgroen

## Gebrugde arenen
Als twee van de arylringen via een hetero-atoom met elkaar gekoppeld worden ontstaan kleurstoffen die als acridines (stikstofbrug), xanthenen (zuurstofbrug) of thioxanthenen (zwavelbrug) beschreven worden.